# Kinglake nationalpark
Kinglake nationalpark är en australisk nationalpark i delstaten Victoria, 65 km norr om Melbourne. Den är 224 km² stor och inrättades 1967 (då 56 km²).

## Flora och fauna
Kinglake inhyser nästan 600 inhemska växtarter, över 40 inhemska däggdjur och 90 inhemska fågelarter - däribland wallabys och lyrfåglar. Större delen av parken är täckt av eukalyptusträd. Bushwalking, picknick, camping, ridning, cykling och naturstudie är populära aktiviteter i parken.

## Historia
Området som nu kallas Kinglake ligger i de marker som aboriginerna tidigare befolkade i tusentals år - Wurundjeri-folket i söder och Taungurung-folket i norr. Än idag har dessa folk starka anknytningar till området. Många aboriginska platser blottlades av 2009 års bränder, som beskrivs i stycket nedanför, inklusive scatter och handverktyg.
Den förödande skogsbränderna 2009, bland annat Black Saturday, dödade 173 människor i främst Victoria. Elden härjade i uppskattningsvis 96 % av Kinglake. Dessutom utplånade den större delen av Victorias sista bestånd av äldre jätteeukalyptus, världens högsta lövträd - inklusive fem träd med över 90 meters höjd och över 35 träd som mätte över 85 meter, vilka var det australiska fastlandets högsta träd. Victorias högsta nu levande träd hör till dem som kom till liv efter skogsbränderna 1925-1926, däribland Black Sunday, som dödade 60 människor. Eftersom många av dessa jätteeukalyptusar växter under ideala förhållanden så växter de kraftigt. Det högsta är 87 meter högt och flera är hack i häl. Så länge dessa träd kan undkomma bränder och stormar så förväntas de överstiga 90 meter om 15-25 år.

## Galleri

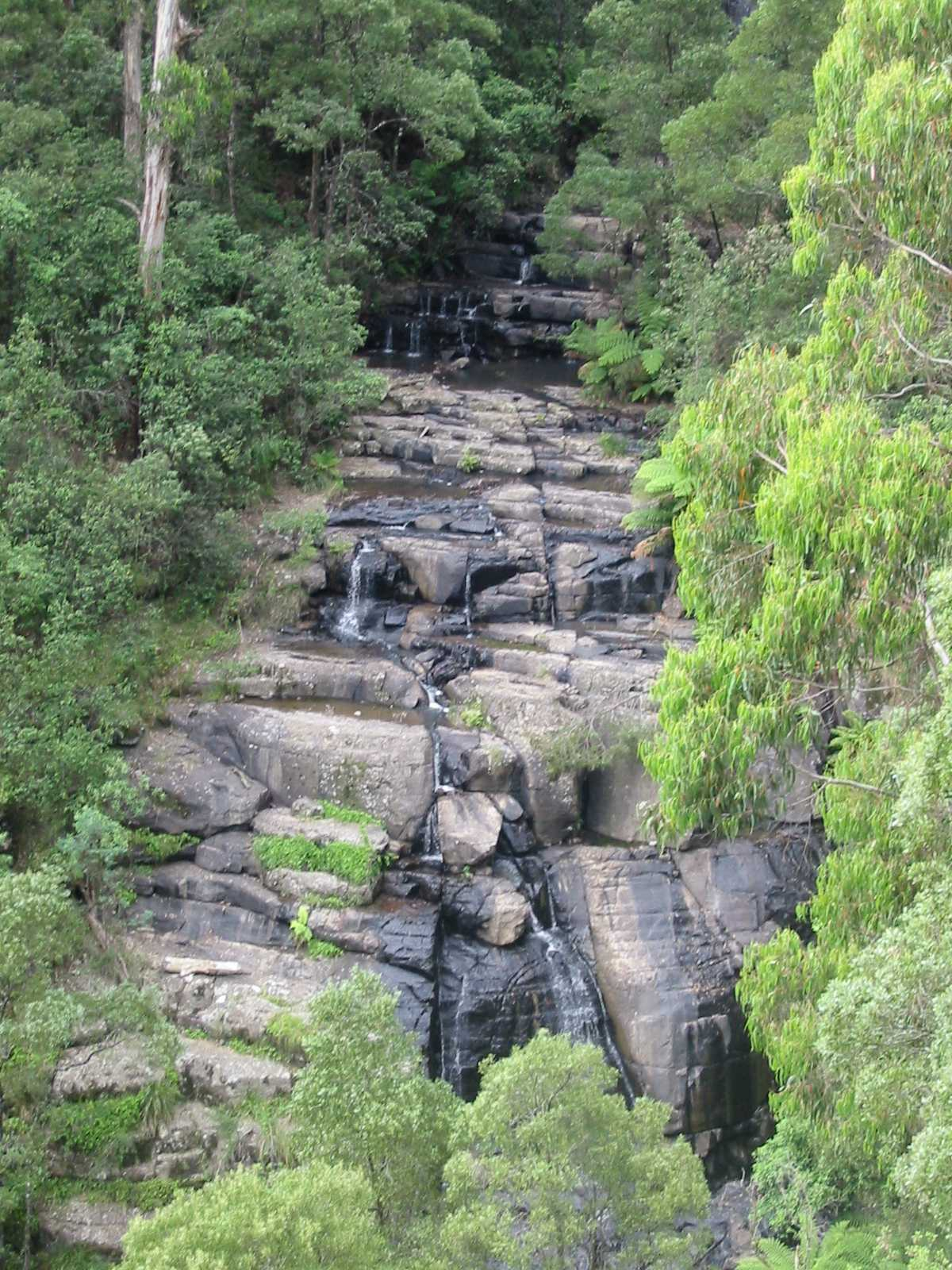
Masons Falls, Kinglake National Park.
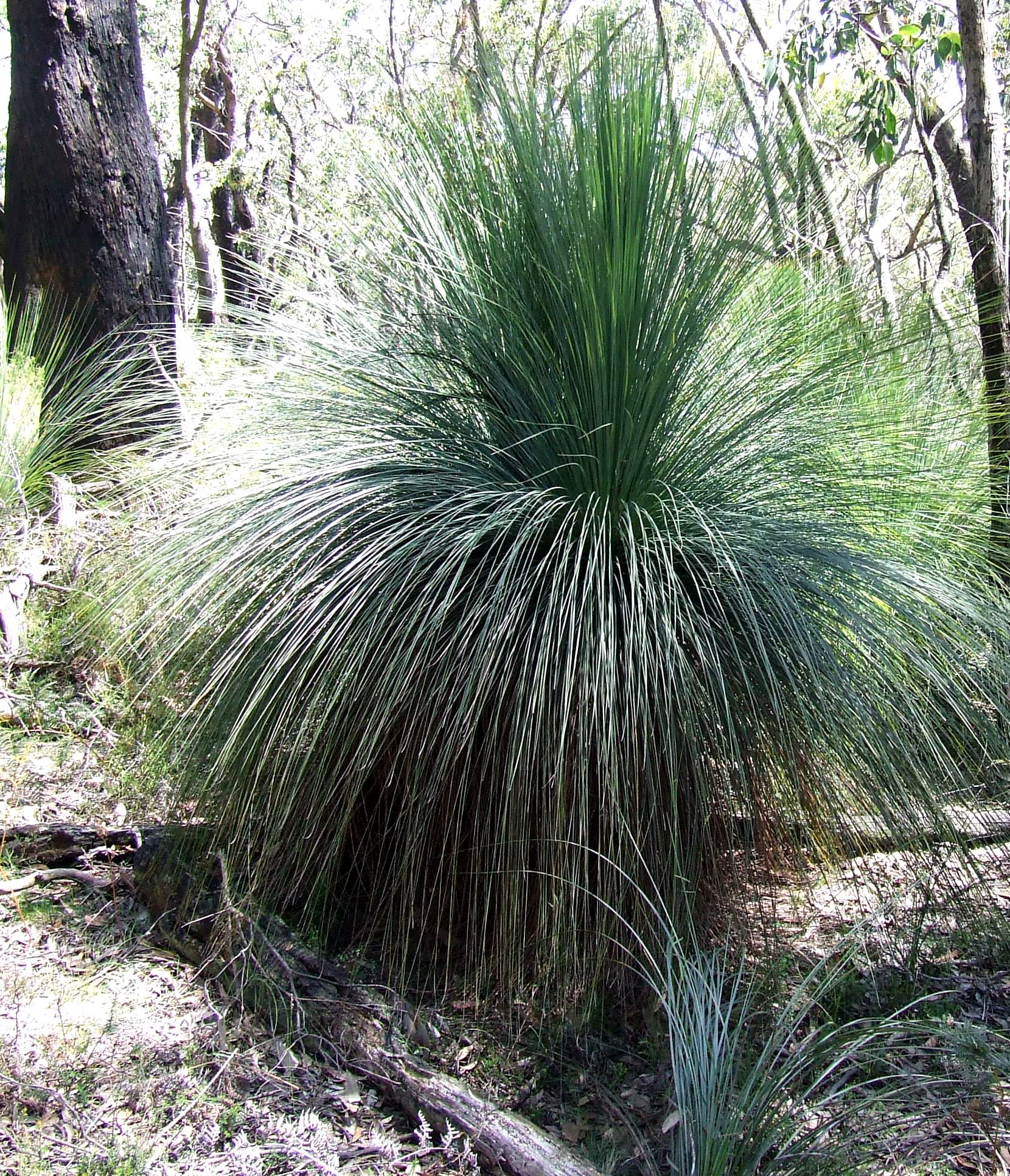
Austral Grass-tree på en vandringsled till Masons Falls.

## Källhänvisningar
1. 1 2  ”Kinglake National Park” (på engelska). Parks Victoria. Arkiverad från originalet den 26 juli 2014. https://web.archive.org/web/20140726211303/http://parkweb.vic.gov.au/explore/parks/kinglake-national-park. Läst 2 augusti 2014.
2. 1 2 3 4  ”Kinglake National Park” (på engelska). Parks Victoria. Arkiverad från originalet den 8 augusti 2014. https://web.archive.org/web/20140808052550/http://parkweb.vic.gov.au/__data/assets/pdf_file/0004/314059/Kinglake-National-Park.pdf. Läst 2 augusti 2014.
3. ↑  Mifsud, Brett (2012). ”The effect of Black Saturday Bushfires on Victoria's tallest trees - on Victoria's tallest trees” (på engelska). The Forester 55 (1). http://forestry.host4kb.com/article/AA-00293/0/The-effect-of-the-Black-Saturday-Bushfires-on-Victorias-tallest-trees.html. Läst 2 augusti 2014.
4. ↑  ”Tall tales” (på engelska). http://victoriasgianttrees.weebly.com/tall-trees.html. Läst 2 augusti 2014.